# キャサリン・ヒックス
キャサリン・ヒックス（Catherine Hicks,  1951年8月6日 - ）は、アメリカ合衆国の女優である。

## 来歴
1951年、ニューヨーク州ニューヨーク市生まれ。主婦の母親と電化製品販売セールスマンの父親のアイルランド系。後にアリゾナ州へ移り住み、同州の高校を卒業後にインディアナ州の短大へ進学して英文学を学び、ニューヨークのコーネル大学で演劇を学んだ。大学を卒業してすぐに、テレビコマーシャルでプロデビュー。そして、すぐに『Ryan's Hope』でテレビデビューを果たし、レギュラーで2年間同ドラマに出演したのちにカリフォルニア州へ移り、『がんばれベアーズ』のテレビドラマ版へ出演して徐々にキャリアを重ねていった。
1980年に製作されたテレビ映画『伝説のマリリン・モンロー』では主役に抜擢され、往年のセックス・シンボルとして名高いマリリン・モンローを演じた。同作品での演技が評価され、エミー賞のテレビ・ミニシリーズ部門でノミネートもされている。それ以降もビル・マーレイ主演のドラマ映画『剃刀の刃』やフランシス・フォード・コッポラ監督の『ペギー・スーの結婚』など様々な映画やテレビドラマなどへ出演を重ね、日本でもホラー映画『チャイルド・プレイ』で主役の少年アンディの母親役で知られている。

## 出演作品

### 映画
- Love for Rent (1979) ※テレビ映画
- 愛は暗闇をこえて To Race the Wind (1980)
- 伝説のマリリン・モンロー Marilyn: The Untold Story (1980)
- 愛と悲しみのハリウッド Jacqueline Susann's Valley of the Dolls (1981) ※テレビ映画
- デスバレー Death Valley (1982)
- コート・ダ・ジュール・ドリーム Better Late Than Never (1983)
- Happy Endings (1983) ※テレビ映画
- ガルボトーク/ 夢のつづきは夢… Garbo Talks (1984)
- 剃刀の刃 The Razor's Edge (1984)
- ザ・ギャンブラー Fever Pitch (1985)
- ペギー・スーの結婚 Peggy Sue Got Married (1986)
- スタートレックIV 故郷への長い道 Star Trek IV: The Voyage Home (1986)
- ハモンド家の秘密 Like Father Like Son (1987)
- ラグナ・ヒート/ 炎の殺人者 Laguna Heat (1987) ※テレビ映画
- コニャックの女/V.S.O.P. Tajna manastirske rakije (1988)
- チャイルド・プレイ Child's Play (1988)
- レクイエム Souvenir (1989)
- テンプテーション/ 15才 She's Out of Control (1989)
- スパイ Spy (1989) ※テレビ映画
- バック・トゥ・ザ・JFK Running Against Time (1990) ※テレビ映画
- ハニー! アイム・デッド Hi Honey - I'm Dead (1991) ※テレビ映画
- チャイルド・プレイ3 Child's Play 3 (1991) ※ノークレジット
- オブセッション/ 愛欲の幻 Liebestraum (1991)
- Up to No Good (1992)
- Redwood Curtain (1995)
- デリンジャーvsカポネ/ 抗争の街 Dillinger and Capone (1995)
- アニマル・ルーム Animal Room (1995)
- 乱気流/タービュランス Turbulence (1997)
- エリカにタッチダウン Eight Days a Week (1997)
- For All Time (2000)
- ボディヒート/秘められた欲望 Poison Ivy: The Secret Society (2008) ※テレビ映画
- Stranger with My Face (2009) ※テレビ映画
- マイ・ネーム・イズ・ジェリー My Name Is Jerry (2009)
- The Truth About Layla (2009)
- The Genesis Code (2010)
- Elf Sparkle and the Special Red Dress (2010) ※声の出演
- Borderline Murder (2011)
- Game Time: Tackling the Past (2011) ※テレビ映画
- Ghost Phone: Phone Calls from the Dead (2011)
- Dorfman (2011)
- クリスマスウェディングテール A Christmas Wedding Tail (2011) ※テレビ映画
- Shadow of Fear (2012) ※テレビ映画
- A Christmas Wedding Date (2012)
- Reach (2013)
- Cowboys and Indians (2013)
- The Dog Who Saved Easter (2014)

### テレビドラマ
- Ryan's Hope (1976 - 1978)
- Family (1978)
- がんばれベアーズ The Bad News Bears (1979 - 1980)
- タッカー家の魔女 Tucker's Witch (1982 - 1983)
- Dr．マーク・スローン Diagnosis Murder (1994)
- Winnetka Road (1994)
- バークにまかせろ Burke's Law (1995)
- セブンスヘブン 7th Heaven (1996 - 2007)
- PUSHED ～押された背中～ Pushed (2009)

## 参照
1. ↑  http://www.go-star.com/antiquing/hicks.htm
2. ↑  http://www.abilitymagazine.com/Catherine_Hicks_interview.html
3. ↑  “Catherine Hicks Biography”. 2014年6月30日閲覧。